# PTGR1
PTGR1 (англ. Prostaglandin reductase 1) – білок, який кодується однойменним геном, розташованим у людей на 9-й хромосомі. Довжина поліпептидного ланцюга білка становить 329 амінокислот, а молекулярна маса — 35 870.
| 10         |  | 20         |  | 30         |  | 40         |  | 50         |
| ---------- |  | ---------- |  | ---------- |  | ---------- |  | ---------- |
| MVRTKTWTLK |  | KHFVGYPTNS |  | DFELKTAELP |  | PLKNGEVLLE |  | ALFLTVDPYM |
| RVAAKRLKEG |  | DTMMGQQVAK |  | VVESKNVALP |  | KGTIVLASPG |  | WTTHSISDGK |
| DLEKLLTEWP |  | DTIPLSLALG |  | TVGMPGLTAY |  | FGLLEICGVK |  | GGETVMVNAA |
| AGAVGSVVGQ |  | IAKLKGCKVV |  | GAVGSDEKVA |  | YLQKLGFDVV |  | FNYKTVESLE |
| ETLKKASPDG |  | YDCYFDNVGG |  | EFSNTVIGQM |  | KKFGRIAICG |  | AISTYNRTGP |
| LPPGPPPEIV |  | IYQELRMEAF |  | VVYRWQGDAR |  | QKALKDLLKW |  | VLEGKIQYKE |
| YIIEGFENMP |  | AAFMGMLKGD |  | NLGKTIVKA  |  |            |  |            |

A: Аланін

C: Цистеїн

D: Аспарагінова кислота

E: Глутамінова кислота

F: Фенілаланін

G: Гліцин

H: Гістидин

I: Ізолейцин

K: Лізин

L: Лейцин

M: Метіонін

N: Аспарагін

P: Пролін

Q: Глутамін

R: Аргінін

S: Серин

T: Треонін

V: Валін

W: Триптофан

Кодований геном білок за функціями належить до оксидоредуктаз, фосфопротеїнів. 
Задіяний у таких біологічних процесах, як ацетилювання, альтернативний сплайсинг. 
Білок має сайт для зв'язування з НАДФ. 
Локалізований у цитоплазмі.